# Connellia nutans
Connellia nutans är en gräsväxtart som beskrevs av Lyman Bradford Smith. Connellia nutans ingår i släktet Connellia, och familjen Bromeliaceae. Inga underarter finns listade i Catalogue of Life.